# Grzęda Mirowsko-Bobolicka

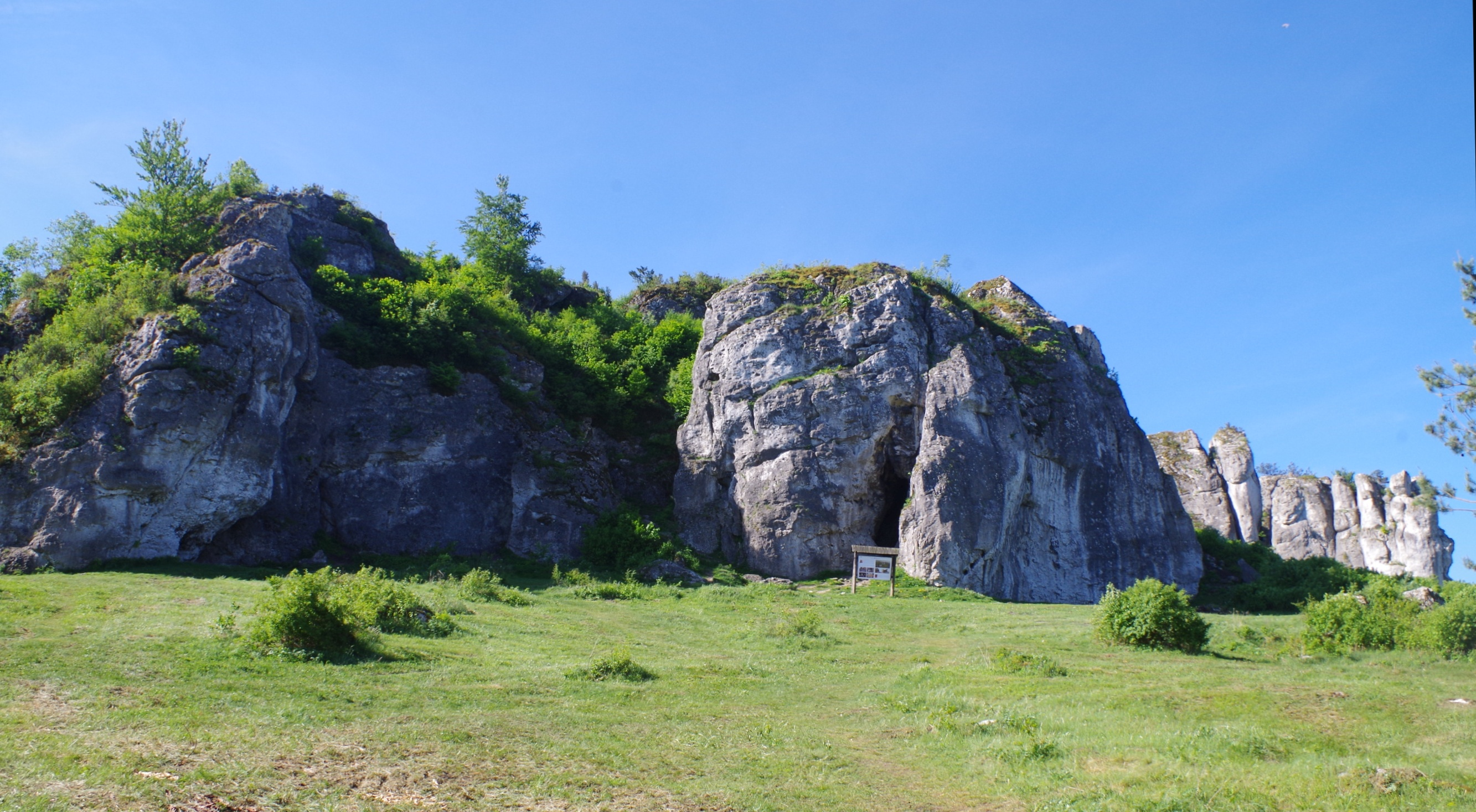
Fragment Mirowskich Skał

Grzęda Mirowsko-Bobolicka lub Grzęda Mirowska – skaliste wzgórze między Zamkiem w Mirowie a Zamkiem w Bobolicach na Wyżynie Częstochowskiej. Ma długość około 2 km i przebieg równoleżnikowy. Jest w dużym stopniu bezleśne. Znajduje się na nim szereg ostańców skalnych zwanych Mirowskimi Skałami, ciągnących się na przestrzeni kilkuset metrów od Zamku w Mirowie na wschód. W skałach tych znajdują się także jaskinie. Najdłuższa jest Jaskinia Sucha. Ma 75 m długości i jest bardzo niebezpieczna. W namulisku przestronnej jaskini Stajnia archeolodzy znaleźli jedyne w Polsce fragmenty szczątków neandertalczyka. Oprócz nich w grzędzie znajdują się jeszcze inne, mniejsze jaskinie: Obora, Komin w Studnisku Mirowskim, Schronisko pod Czwartą Grzędą, Schronisko pod Skoczkiem, Schronisko koło Trzech Sióstr, Studnia w Studnisku przy Zamku.
Grzęda Mirowsko-Bobolicka jest obszarem turystyczno-rekreacyjnym. Jej grzbietem biegnie Szlak Orlich Gniazd.  Z szlaku wiodącego szczytami skał rozciąga się szeroka panorama widokowa. Okolice skał są trawiaste, skały porasta roślinność kserotermiczna. Skały Mirowskie są popularnym obiektem wspinaczy skalnych. Ponadawali oni nazwy poszczególnym skałom i wyznaczyli w nich około 150 dróg wspinaczkowych. Obszar ten jest także miejscem rekreacji dla rodzin z dziećmi, a w zimie biegaczy narciarskich.